# Julie Halard-Decugis
Julie Halard-Decugis (Versailles, 10 september 1970) is een voormalig professioneel tennisspeelster uit Frankrijk. Halard begon met tennis toen zij zeven jaar oud was. Zij speelt rechtshandig en heeft een tweehandige backhand. Zij was actief in het internationale tennis van 1986 tot en met 2000, in eerste instantie onder haar eigen naam Julie Halard. Op 22 september 1995 trad zij in het huwelijk met haar coach Arnaud Decugis. Daarna schreef zij zich op toernooien in onder de naam Halard-Decugis.

## Loopbaan
Halard-Decugis behaalde twaalf titels in het enkelspel en vijftien in het dubbelspel (waarvan tien in het jaar 2000). In de laatste discipline bereikte zij in 2000 samen met de Japanse Ai Sugiyama de finale op Wimbledon en won zij enkele maanden later tijdens het US Open een grandslamtitel, weer samen met Sugiyama. In de herfst van dat jaar bezette zij drie maanden lang de eerste positie van de wereldranglijst in het dubbelspel, tot zij de tour verliet in december 2000.
In de periode 1990–2000 maakte Halard-Decugis deel uit van het Franse Fed Cup-team – zij vergaarde daar een winst/verlies-balans van 22–13.

## Posities op deWTA-ranglijst
Positie per einde seizoen:
| jaar | rang enkelspel | rang dubbelspel |
| ---- | -------------- | --------------- |
| 1987 | 62             | 201             |
| 1988 | 75             | 214             |
| 1989 | 118            | 207             |
| 1990 | 41             | 205             |
| 1991 | 20             | 54              |
| 1992 | 27             | 83              |
| 1993 | 29             | 71              |
| 1994 | 21             | 20              |
| 1995 | 51             | 23              |
| 1996 | 20             | 33              |
| 1998 | 22             | 21              |
| 1999 | 9              | 38              |
| 2000 | 15             | 1               |

## Palmares
| Legenda                |
| ---------------------- |
| Grandslamtoernooi      |
| Olympische Spelen      |
| Year-End Championships |
| Tier I                 |
| Tier II                |
| Tier III               |
| Tier IV & V            |

### WTA-finaleplaatsen enkelspel
| nr.              | finale     | toernooi          | ondergrond | tegenstandster      | score         |         |
| ---------------- | ---------- | ----------------- | ---------- | ------------------- | ------------- | ------- |
| gewonnen finales |            |                   |            |                     |               |         |
| 01.              | 1991-10-27 | WTA San Juan      | hardcourt  | Amanda Coetzer      | 7-5, 7-5      | details |
| 02.              | 1992-05-03 | WTA Tarente       | gravel     | Emanuela Zardo      | 6-0, 7-5      | details |
| 03.              | 1994-05-01 | WTA Tarente       | gravel     | Irina Spîrlea       | 6-2, 6-3      | details |
| 04.              | 1995-05-14 | WTA Praag         | gravel     | Ludmila Richterová  | 6-4, 6-4      | details |
| 05.              | 1996-01-14 | WTA Hobart        | hardcourt  | Mana Endo           | 6-1, 6-2      | details |
| 06.              | 1996-02-18 | WTA Parijs        | tapijt (i) | Iva Majoli          | 7-5, 7-6      | details |
| 07.              | 1998-06-20 | WTA Rosmalen      | gras       | Miriam Oremans      | 6-3, 6-4      | details |
| 08.              | 1998-11-22 | WTA Pattaya       | hardcourt  | Li Fang             | 6-1, 6-2      | details |
| 09.              | 1999-01-09 | WTA Auckland      | hardcourt  | Dominique Monami    | 6-4, 6-1      | details |
| 10.              | 1999-06-13 | WTA Birmingham    | gras       | Nathalie Tauziat    | 6-2, 3-6, 6-4 | details |
| 11.              | 2000-06-24 | WTA Eastbourne    | gras       | Dominique Monami    | 7-6, 6-4      | details |
| 12.              | 2000-10-15 | WTA Japan (Tokio) | hardcourt  | Amy Frazier         | 5-7, 7-5, 6-4 | details |
| verloren finales |            |                   |            |                     |               |         |
| 1.               | 1987-10-11 | WTA Athene        | gravel     | Katerina Maleeva    | 1-6, 0-6      | details |
| 2.               | 1991-08-11 | WTA Albuquerque   | hardcourt  | Gigi Fernández      | 0-6, 2-6      | details |
| 3.               | 1994-02-20 | WTA Parijs        | tapijt (i) | Martina Navrátilová | 5-7, 3-6      | details |
| 4.               | 1996-03-03 | WTA Linz          | tapijt (i) | Sabine Appelmans    | 2-6, 4-6      | details |
| 5.               | 1998-05-24 | WTA Straatsburg   | gravel     | Irina Spîrlea       | 6-7, 3-6      | details |
| 6.               | 1999-05-02 | WTA Bol           | gravel     | Corina Morariu      | 2-6, 0-6      | details |
| 7.               | 1999-05-16 | WTA Berlijn       | gravel     | Martina Hingis      | 0-6, 1-6      | details |
| 8.               | 1999-08-15 | WTA Los Angeles   | hardcourt  | Serena Williams     | 1-6, 4-6      | details |
| 9.               | 2000-10-08 | WTA Toyota        | hardcourt  | Serena Williams     | 5-7, 1-6      | details |

### WTA-finaleplaatsen vrouwendubbelspel
| nr.              | finale     | toernooi          | ondergrond | partner          | tegenstandsters                     | score         |         |
| ---------------- | ---------- | ----------------- | ---------- | ---------------- | ----------------------------------- | ------------- | ------- |
| gewonnen finales |            |                   |            |                  |                                     |               |         |
| 01.              | 1994-08-14 | WTA Los Angeles   | hardcourt  | Nathalie Tauziat | Jana Novotná Lisa Raymond           | 6-1, 0-6, 6-1 | details |
| 02.              | 1994-09-25 | WTA Nichirei      | hardcourt  | Arantxa Sánchez  | Amy Frazier Rika Hiraki             | 6-1, 0-6, 6-1 | details |
| 03.              | 1996-01-06 | WTA Auckland      | hardcourt  | Els Callens      | Jill Hetherington Kristine Radford  | 6-1, 6-0      | details |
| 04.              | 1998-06-14 | WTA Birmingham    | gras       | Els Callens      | Lisa Raymond Rennae Stubbs          | 2-6, 6-4, 6-4 | details |
| 05.              | 1998-11-22 | WTA Pattaya       | hardcourt  | Els Callens      | Rika Hiraki Aleksandra Olsza        | 3-6, 6-2, 6-2 | details |
| 06.              | 2000-01-08 | WTA Gold Coast    | hardcourt  | Anna Koernikova  | Sabine Appelmans Rita Grande        | 6-3, 6-0      | details |
| 07.              | 2000-01-15 | WTA Sydney        | hardcourt  | Ai Sugiyama      | Martina Hingis Mary Pierce          | 6-0, 6-3      | details |
| 08.              | 2000-02-13 | WTA Parijs        | tapijt (i) | Sandrine Testud  | Åsa Carlsson Émilie Loit            | 3-6, 6-3, 6-4 | details |
| 09.              | 2000-04-02 | WTA Miami         | hardcourt  | Ai Sugiyama      | Nicole Arendt Manon Bollegraf       | 4-6, 7-5, 6-4 | details |
| 10.              | 2000-05-07 | WTA Bol           | gravel     | Corina Morariu   | Tina Križan Katarina Srebotnik      | 6-2, 6-2      | details |
| 11.              | 2000-08-27 | WTA New Haven     | hardcourt  | Ai Sugiyama      | Virginia Ruano Pascual Paola Suárez | 6-4, 5-7, 6-2 | details |
| 12.              | 2000-09-10 | US Open           | hardcourt  | Ai Sugiyama      | Cara Black Jelena Lichovtseva       | 6-0, 1-6, 6-1 | details |
| 13.              | 2000-10-08 | WTA Toyota        | hardcourt  | Ai Sugiyama      | Nana Miyagi Paola Suárez            | 6-0, 6-2      | details |
| 14.              | 2000-10-15 | WTA Japan (Tokio) | hardcourt  | Corina Morariu   | Tina Križan Katarina Srebotnik      | 6-1, 6-2      | details |
| 15.              | 2000-10-29 | WTA Moskou        | tapijt (i) | Ai Sugiyama      | Martina Hingis Anna Koernikova      | 4-6, 6-4, 7-6 | details |
| verloren finales |            |                   |            |                  |                                     |               |         |
| 01.              | 1991-09-22 | WTA Parijs        | gravel     | Alexia Dechaume  | Petra Langrová Radomira Zrubáková   | 4-6, 4-6      | details |
| 02.              | 1994-04-24 | WTA Barcelona     | gravel     | Nathalie Tauziat | Larisa Neiland Arantxa Sánchez      | 2-6, 4-6      | details |
| 03.              | 1996-02-18 | WTA Parijs        | tapijt (i) | Nathalie Tauziat | Kristie Boogert Jana Novotná        | 4-6, 3-6      | details |
| 04.              | 1996-03-16 | WTA Indian Wells  | hardcourt  | Nathalie Tauziat | Chanda Rubin Brenda Schultz         | 1-6, 4-6      | details |
| 05.              | 1997-09-21 | WTA Toyota        | hardcourt  | Chanda Rubin     | Monica Seles Ai Sugiyama            | 1-6, 0-6      | details |
| 06.              | 1998-01-10 | WTA Auckland      | hardcourt  | Janette Husárová | Nana Miyagi Tamarine Tanasugarn     | 6-7, 4-6      | details |
| 07.              | 1998-01-17 | WTA Hobart        | hardcourt  | Janette Husárová | Virginia Ruano Pascual Paola Suárez | 6-7, 3-6      | details |
| 08.              | 1999-10-24 | WTA Moskou        | tapijt (i) | Anke Huber       | Lisa Raymond Rennae Stubbs          | 1-6, 0-6      | details |
| 09.              | 2000-07-09 | Wimbledon         | gras       | Ai Sugiyama      | Serena Williams Venus Williams      | 3-6, 2-6      | details |
| 10.              | 2000-08-20 | WTA Montréal      | hardcourt  | Ai Sugiyama      | Martina Hingis Nathalie Tauziat     | 3-6, 6-3, 4-6 | details |

## Resultaten grandslamtoernooien
| Legenda | Legenda                          |
| ------- | -------------------------------- |
| g.t.    | geen toernooi gehouden           |
| l.c.    | lagere categorie                 |
| –       | niet deelgenomen                 |
| G       | uitgeschakeld in de groepsfase   |
| 1R      | uitgeschakeld in de eerste ronde |
| 2R      | uitgeschakeld in de tweede ronde |
| 3R      | uitgeschakeld in de derde ronde  |
| 4R      | uitgeschakeld in de vierde ronde |
| KF      | uitgeschakeld in de kwartfinale  |
| HF      | uitgeschakeld in de halve finale |
| F       | de finale verloren               |
| W       | het toernooi gewonnen            |
| w-v     | winst/verlies-balans             |

### Enkelspel
| Toernooi        | 1987 | 1988 | 1989 | 1990 | 1991 | 1992 | 1993 | 1994 | 1995 | 1996 |    | 1998 | 1999 | 2000  | w-v |
| --------------- | ---- | ---- | ---- | ---- | ---- | ---- | ---- | ---- | ---- | ---- | -- | ---- | ---- | ----- | --- |
| Australian Open | –    | 2R   | 1R   | 3R   | 2R   | 1R   | KF   | 2R   | 1R   | 3R   | –  | 2R   | KF   | 16-11 |     |
| Roland Garros   | 2R   | 2R   | 1R   | 3R   | 2R   | 3R   | 3R   | KF   | 3R   | 2R   | 2R | 4R   | 1R   | 20-13 |     |
| Wimbledon       | –    | 1R   | 2R   | 2R   | 2R   | 4R   | 1R   | 1R   | 1R   | –    | 3R | 3R   | 1R   | 10-11 |     |
| US Open         | 3R   | 1R   | 2R   | 2R   | 2R   | 2R   | 2R   | 2R   | 2R   | –    | 1R | 4R   | 1R   | 12-12 |     |

### Vrouwendubbelspel
| Toernooi        | 1988 | 1989 | 1990 | 1991 | 1992 | 1993 | 1994 | 1995 | 1996 |    | 1998 | 1999 | 2000  | w-v |
| --------------- | ---- | ---- | ---- | ---- | ---- | ---- | ---- | ---- | ---- | -- | ---- | ---- | ----- | --- |
| Australian Open | 1R   | 2R   | 2R   | –    | 1R   | 1R   | 1R   | 2R   | 3R   | –  | 3R   | KF   | 10-10 |     |
| Roland Garros   | 1R   | 2R   | 1R   | 3R   | 2R   | 1R   | HF   | KF   | 3R   | 2R | 1R   | HF   | 18-12 |     |
| Wimbledon       | –    | –    | –    | 1R   | 1R   | 2R   | 3R   | 3R   | –    | KF | 2R   | F    | 14-8  |     |
| US Open         | –    | –    | –    | 1R   | 1R   | 1R   | 1R   | KF   | –    | 3R | 3R   | W    | 13-7  |     |

### Gemengd dubbelspel
| Australian Open | –  | –  | –  | KF | –  | –  | 2-1 |
| Roland Garros   | 1R | 1R | 3R | –  | –  | 1R | 1-4 |
| Wimbledon       | –  | –  | 1R | –  | –  | 3R | 2-2 |
| US Open         | –  | –  | –  | –  | 1R | 1R | 0-2 |